# Первый Донской округ

Первый Донской округ

Первый Донской округ — административная единица в области Войска Донского Российской империи; окружное управление было в станице Константиновской.

## География
Площадь территории — 15 415,9 версты².

## История
К началу XX века область Войска Донского состояла из 9 округов: 1-го Донского, 2-го Донского, Донецкого, Усть-Медведицкого, Хоперского, Черкасского, Ростовского, Сальского и Таганрогского.
Средний Дон. Казаки 1-го Донского округа считались верховыми.
Казаки округа служили в следующих войсковых частях:
- Лёгкая кавалерия — 2-й Донской генерала Сысоева, 19-й, 36-й, 8-й генерала Иловайского 12-го, 25-й, 42-й, 9-й генерал-адъютанта графа Орлова-Денисова, 26-й, 43-й, 52-й Донские казачьи полки[2].
- Конная артиллерия — 3-я, 10-я и 17-я Донские казачьи батареи[2].
- Гвардия — Лейб-гвардии Казачий полк, Атаманский Лейб-Гвардии полк[4], Лейб-гвардии 6-я Донская казачья батарея[2].

В 1918 году из частей Усть-Медведицкого, Донецкого и Хоперского округов был образован Верхне-Донской округ.

### Современное состояние
На территории бывшего Первого Донского округа области Войска Донского сейчас располагаются территории городов Волгодонск, Белокалитвенского, Волгодонского, Весёловского, Дубовского, Обливского, Константиновского, Мартыновского, Морозовского, Пролетарского, Семикаракорского, Тацинского, Усть-Донецкого, Цимлянского районов

## Население
Численность населения — 271 790 человек, в том числе мужчин — 134 051, женщин — 137 739 (1897 год).

## Административное деление
В 1913 году в состав округа входило 23 станиц и 5 волостей:
| - Баклановский юрт — станица Баклановская, при оз. Кузьмине, - Богоявленский юрт — станица Богоявленская, при р. Кагальник, - Каргальский юрт — станица Каргальская, при р. Прорве, - Верхне-Кундрюческий юрт — станица Верхне-Кундрюческая, при р. Кундрючьей, - Екатерининский юрт — станица Екатерининская, при р. Донец, - Ермаковский юрт — станица Ермаковская, при р. Быстрой, - Зазерская волость — пос. Зазерско-Кагальницкий, при р. Кагальнике - Золотовский юрт — станица Золотовская, при р. Подпольной, - Ильинская волость — сл. Ильинка, при р. Большом Эльбузде | - Камышевский юрт — станица Камышевская, при р. Мечетной, - Константиновский юрт — станица Константиновская — окружной центр, при р. Дон, - Кочетовский юрт — станица Кочетовская, при р. Дон, - Кузнецовская волость — пос. Кузнецовский, при оз. Хомутце - Кумшацкий юрт — станица Кумшацкая, при р. Кумшак, - Мариинский юрт — станица Мариинская, при р. Дон, - Мартыновская волость — слобода Мартыновка, при р. Сале - Нижне-Кундрюческий юрт — станица Нижне-Кундрюческая, при р. Кундрючьей, - Нижне-Курмоярский юрт — станица Нижне-Курмоярская, при р. Дон, | - Николаевский юрт — станица Николаевская, при рр. Кривой и Лихой, - Орловская волость — слобода Орловка, при р. Сале, - Раздорский юрт — станица Раздорская-на-Дону, при р. Дон, - Романовский юрт — станица Романовская, при р. Дон, - Семикаракорский юрт — станица Семикаракорская, при р. Дон, - Терновский юрт — станица Терновская, при р. Ерик, - Усть-Быстрянский юрт — станица Усть-Быстрянская, при р. Донец, - Филлиповский юрт — станица Филипповская, при р. Дон, - Цымлянский юрт — станица Цымлянская, при р. Дон, - Чертковский юрт — станица Чертковская, при р. Кумшак. |

В 1918 году в состав округа также входили:
| - Андреевский (Княже-Андреевский) юрт — станица Андреевская, при р. Сал, - Генерал-Ефремовский юрт — станица Генерал-Ефремовская, при рр. Цымле и Россошь. |

## Окружные начальники
- Черевков, Евтей Иванович — во время Отечественной войны 1812 года. Сформировал четыре полка (из 24-х на Дону), которые двинулись маршем 13 сентября 1812 года в район Тулы[7].